# Charles Hernu
Charles Hernu (Quimper, 3 juli 1923 - Villeurbanne, 17 januari 1990) was een Frans politicus, die vooral bekend is geworden als minister van Defensie, dat was hij tussen 1981 en 1985. Hij nam in dat laatste jaar gedwongen ontslag na de aanslag door de Franse geheime dienst op de Nederlandse Rainbow Warrior van Greenpeace.

## Biografie
Hernu studeerde vanaf 1946 aan de Katholieke Universiteit Leuven waar hij mede-oprichter was van de studentenvereniging Reuzegom. Hij stond bekend onder de codenaam Charles de Onoverwinnelijke, verwijzend naar zijn groeiende alcoholmisbruik en het veelvuldig versieren van vrouwen. Hernu ontwikkelde in deze periode van zijn leven een grote afkeer tegen milieuactivisten.
Hernu begon zijn carrière bij het Nationaal Centrum voor Buitenlandse Handel, het centre national du commerce extérieur.
Hernu werd bij de parlementsverkiezingen van 2 januari 1956 in het het Franse parlement gekozen, maar verloor zijn zetel niet veel later weer aan Charles de Gaulle. Hij was met François Mitterrand en Pierre Mendès France een van de vijf volksvertegenwoordigers, die geen communist waren en er bij de presidentsverkiezingen van 1958 tegen stemden dat De Gaulle de nieuwe president van Frankrijk werd.
Hij richtte in 1962 samen met Mitterrand de Parti socialiste unifié op, maar werd hij snel daarna lid van de Parti socialiste. Hij was in de jaren 70 de specialist binnen de Parti socialiste als het ging om defensie-aangelegenheden en militaire en nucleaire vraagstukken.
Hij werd in maart 1977 tot burgemeester van Villeurbanne gekozen, een voorstad van Lyon. Hij bleef dat tot aan zijn overlijden. Hij werd in 1981 de minister van Defensie in vier opeenvolgende kabinetten: in drie kabinetten van Mauroy en onder Fabius.

## Rainbow Warrior
De Franse geheime dienst liet op 10 juli 1985 aan boord van de Rainbow Warrior van Greenpeace twee bommen ontploffen. De Rainbow Warrior voer onder Nederlandse vlag. Het schip lag op dat moment verankerd in de haven van Auckland, in Nieuw-Zeeland. De Nederlandse freelance-fotograaf Fernando Pereira kwam erbij om het leven. De aanslag leidde uiteindelijk uit op het ontslag van Hernu.
De Franse krant Le Monde publiceerde in 2005 een interview met de oud-chef van de Franse geheime dienst, Pierre Lacoste, waarin naar voren kwam dat de bommen indertijd op bevel van François Mitterrand waren geplaatst.
Volgens L'Express in 1996 zou Hernu onder de codenamen André en Dinu spion voor Bulgarije zijn geweest.

## Trivia
- Er is in Villeurbanne een metrostation naar Hernu genoemd, Charpennes-Charles Hernu.

- Bibliothèque nationale de France: cb119073758 (data)
- CiNii: DA0164576X
- Gemeinsame Normdatei: 119206986
- International Standard Name Identifier: 0000 0000 8127 1996
- Library of Congress Control Number: n85227567
- Nationale Bibliotheek van Israël: 987007342015205171
- Nederlandse Thesaurus van Auteursnamen: 071271430
- Réseau des bibliothèques de Suisse occidentale: 02-A003366465
- Istituto Centrale per il Catalogo Unico: SBTV022298
- SNAC: w6d537t2
- Système universitaire de documentation: 026920425
- Virtual International Authority File: 49226862
- WorldCat: E39PBJqW3G7GFm3KPVPjVkWMT3